# Rebecca Schaeffer
Rebecca Lucile Schaeffer (Eugene, Oregón, 6 de noviembre de 1967-Los Ángeles, California, 18 de julio de 1989) fue una actriz estadounidense, conocida por su papel en la comedia de situación My Sister Sam. Fue acosada y asesinada por Robert John Bardo, un fan obsesivo que la estuvo acechando durante tres años, lo que llevó a que se aprobaran las leyes antiacoso en California.

## Primeros años y carrera
Hija única de un psicólogo infantil y una escritora, fue criada en Portland (Oregón), donde asistió al Lincoln High School y aspiró a ser rabina. Siendo adolescente, trabajó de modelo, apareció en anuncios y como extra en un telefilme. Luego, se mudó a Nueva York para continuar con su carrera de actriz. Después de llegar a la portada de la revista Seventeen, probó para el papel de Patti Russell en la comedia de situación de la CBS My Sister Sam.
Después del final de la serie en 1988, Schaeffer tuvo una aparición en Radio Days (aunque gran parte de su actuación fue eliminada), Scenes from the Class Struggle in Beverly Hills, The End of Innocence y en el telefilme Out of Time. También fue portavoz de Thursday's Child, organización benéfica infantil.
Fue considerada para el papel femenino principal de la película Pretty Woman después de que la primera opción, Molly Ringwald, rechazara el papel y con su muerte dio paso a Julia Roberts como reemplazo en el rol.

## Asesinato
El 18 de julio de 1989, Schaeffer fue asesinada por Robert John Bardo, un fan obsesionado que había estado acosándola durante tres años. Bardo se fijó en Schaeffer después de que su obsesión anterior, la pacifista Samantha Smith, muriera en un accidente de avión.
Bardo le escribió varias cartas a Schaeffer, una de las cuales fue respondida por un empleado del servicio de fanes de Schaeffer. En 1987, Bardo viajó a Los Ángeles en un intento de ver a Schaeffer en el set de My Sister Sam, pero los guardias de seguridad de la CBS le impidieron el paso. Enojado, regresó un mes más tarde armado con un cuchillo, donde nuevamente los guardias de seguridad le impidieron ver a la actriz, por lo que regresó a su ciudad natal, Tucson, y se olvidó de Schaeffer por un tiempo, y empezó a ocuparse de las cantantes pop Madonna, Debbie Gibson y Tiffany.
En 1989, después de ver la película de Schaeffer Scenes from the Class Struggle in Beverly Hills, en la que aparecía acostada con un actor, Bardo se enfureció y decidió que Schaeffer debía ser castigada por ser «otra puta de Hollywood». Después de haber leído que el acosador de Theresa Saldana, Arthur Richard Jackson, había obtenido su dirección a través de un investigador privado, Bardo se acercó a una agencia de detectives de Tucson y pagó doscientos cincuenta dólares para obtener su domicilio a través de los registros del Departamento de Vehículos Motorizados (DMV) de California. Su hermano le ayudó a conseguir un arma de fuego, ya que era menor de edad (tenía diecinueve años por entonces).
Viajó a Los Ángeles por tercera vez y, después de localizar el apartamento de Schaeffer, vagó por el barrio preguntando a los transeúntes si esa era su residencia real. Confiado en que la dirección era correcta, tocó el timbre. Schaeffer, que se estaba preparando para una audición para un papel en El padrino III, abrió la puerta. Bardo le mostró la carta y el autógrafo que ella le había enviado y, después de una breve conversación, Schaeffer le pidió que no volviese a su casa. Los dos se estrecharon la mano y Bardo se marchó. Luego, se dirigió a un restaurante y desayunó. Una hora más tarde, regresó al apartamento de Schaeffer por segunda vez. Schaeffer abrió la puerta de nuevo con «una mirada fría en la cara», dijo Bardo más tarde. Schaeffer le diría a Bardo en aquel momento, «¿Tú otra vez?», palabras que Bardo interpretó como un gesto de disgusto de la actriz hacia él a lo cual contestó: «Se me olvidó darte algo» y en aquel momento sacó el arma homicida, un revolver Ruger GP100 calibre 357 de una bolsa de papel marrón y le disparó a quemarropa, una vez, en el pecho, en la puerta de su apartamento. Schaeffer gritó «¿Por qué, por qué?» y se derrumbó en su puerta, y Bardo huyó. Un vecino llamó a los paramédicos, que llegaron para transportarla al Cedars-Sinai Medical Center. Schaeffer fue declarada muerta treinta minutos después de su llegada. Al día siguiente, Bardo fue arrestado en Tucson, después de que automovilistas reportaran a un hombre lanzándose al tráfico en la Interestatal 10. Confesó inmediatamente el asesinato.
A Bardo lo juzgó la fiscal Marcia Clark, que más tarde se hizo famosa por su papel en el Juicio del caso O. J. Simpson. Declarado culpable de homicidio calificado en un juicio sin jurado, fue condenado a cadena perpetua sin posibilidad de libertad condicional.

## Repercusiones
Después del asesinato de Rebecca Schaeffer y del ataque a Saldana, las leyes de California concernientes a la cesión de información personal a través de la DMV se cambiaron de forma drástica. La Ley de Protección a la Privacidad de los Conductores se promulgó en 1994, lo que impide a la DMV entregar direcciones privadas. El efecto de la ley se ha reducido posteriormente debido a los servicios en línea de búsqueda de direcciones. 
La vida y muerte de Schaeffer fue el tema del primer episodio de E! True Hollywood Story, emitido originalmente el 29 de marzo de 1996.
Al momento de su muerte, Schaeffer estaba saliendo con el director Brad Silberling, lo que sirvió de inspiración para la película de Silberling Moonlight Mile (2002).

## Filmografía
| Filmografía | Filmografía                                     | Filmografía            | Filmografía                |
| Año         | Película                                        | Papel                  | Notas                      |
| ----------- | ----------------------------------------------- | ---------------------- | -------------------------- |
| 1987        | Radio Days                                      | Hija de comunistas     |                            |
| 1989        | Scenes from the Class Struggle in Beverly Hills | Zandra                 |                            |
| 1990        | The End of Innocence                            | Stephanie (18-25 años) | Estrenada póstumamente     |
| Televisión  |                                                 |                        |                            |
| Año         | Título                                          | Papel                  | Notas                      |
| 1985        | One Life to Live                                | Annie Barnes           | Episodios desconocidos     |
| 1986        | Amazing Stories                                 | Srta. Crowningshield   | Episodio: «Miscalculation» |
| 1986-1988   | My Sister Sam                                   | Patti Russell          | 44 episodios               |
| 1988        | Out of Time                                     | Pam Wallace            | Telefilme                  |
| 1990        | Voyage of Terror: The Achille Lauro Affair      | Cheryl                 | Telefilme                  |